# Franz Volkmer

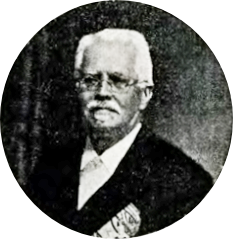
Franz Volkmer

Franz Volkmer (* 12. Februar 1846 in Schönau b. Landeck, Landkreis Habelschwerdt, Provinz Schlesien; † 17. Februar 1930 in Niederlangenau, Landkreis Habelschwerdt, Provinz Niederschlesien) war ein deutscher Pädagoge, Didaktiker und Heimatforscher. Von 1877 bis 1908 war er Direktor des Habelschwerdter Lehrerseminars.

## Leben
Franz Volkmer war der Sohn eines Lehrers. Nach dem Abitur am Glatzer Königlichen Katholischen Gymnasium studierte er ab 1865 Philosophie und Naturwissenschaften an der Universität Breslau, wo er 1869 promovierte. 1870/71 nahm er als Freiwilliger im Sanitätsdienst am Deutsch-Französischen Krieg teil. 1871 legte er das Staatsexamen in den Fächern Mathematik, Physik und Philosophie ab und wurde im selben Jahr Lehrer am katholischen Matthias-Gymnasium in Breslau. Bereits 1874 wurde er Direktor des neu gegründeten Lehrerseminars im oberschlesischen Zülz. Drei Jahre später wurde er an das Habelschwerdter Lehrerseminar versetzt, das unter seiner Leitung einen großen Beitrag zur Entwicklung des Bildungswesens leistete und ein hohes musikalisches Niveau erreichte. 1880 wurde ein neues, repräsentatives und städtebaulich bedeutsames Seminargebäude eingeweiht.
Neben seiner Tätigkeit als Seminardirektor wandte sich Volkmer zunehmend der Geschichtswissenschaft zu und verfasste zahlreiche heimatgeschichtliche Aufsätze über die Geschichte des Glatzer Landes. Da dieses von der landesgeschichtlichen akademischen Forschung vernachlässigt wurde, verfolgte Volkmer bereits Ende der 1870er Jahre zusammen mit dem Habelschwerdter Schulpräfekten und späteren Großdechanten Edmund Scholz (1835–1920) den Plan, ihre heimatkundlichen Schriften in einer eigenen Zeitschrift herauszugeben. Diese erschien erstmals 1881 unter dem Titel „Vierteljahrsschrift zur Geschichte und Heimatkunde der Grafschaft Glatz“. Sie sollte „in rein objectiver Weise Quellenmaterial für ein später mögliches Geschichtswerk sammeln“, wobei vor allem die handschriftlichen historischen Aufzeichnungen des Altmeisters der Glatzer Geschichtsforschung Joseph Kögler ausgewertet und gedruckt werden sollten. Darüber hinaus sollte die Zeitschrift neben Heimatkunde auch Beiträge zur Glatzer Mundart, Brauchtum, Wetterbeobachtungen u. ä. umfassen. Für die Bände I bis IV zeichnete Edmund Scholz verantwortlich, die Bände V bis X wurden von Franz Volkmer zusammen mit dem Regens des Glatzer Gymnasialkonvikts Wilhelm Hohaus (1844–1909) herausgegeben und redigiert. Nachdem Franz Volkmer aus gesundheitlichen und Wilhelm Hohaus aus beruflichen Gründen ihre Arbeit an der Zeitschrift nicht weiter verfolgen konnten, musste sie 1891 eingestellt werden. Als ihr Nachfolgeorgan können die von 1911 bis 1920 erschienenen „Blätter für die Geschichte und Heimatkunde der Grafschaft Glatz“ angesehen werden, die der vom Glatzer Gebirgsverein herausgegebenen Zeitschrift „Die Grafschaft Glatz“ beigelegt wurden.
Franz Volkmer hinterließ eine große Zahl von Publikationen. Neben seinen heimatgeschichtlichen und redaktionellen Arbeiten sammelte er u. a. Volkslieder und Sagen und zeichnete auch Bräuche auf. Als Didaktiker erwarb er sich große Verdienste mit dem über 300 Seiten starken Werk Geschichte der Erziehung und des Unterrichts, das in Lehrerseminaren in ganz Deutschland benutzt und fünfzehn Mal wiederaufgelegt wurde. Zudem beteiligte er sich an Lehrprogrammen für allgemeine Schulen sowie für die Lehrerausbildung.
Für seine Verdienste wurde Franz Volkmer 1892 mit dem Titel Schulrat ausgezeichnet, der damals noch nicht als Amtsbezeichnung genutzt wurde. 1899 wurde er zum Ehrenbürger der Stadt Habelschwerdt ernannt und 1909 zum Ehrenmitglied des Vereins für Geschichte Schlesiens gewählt. Der Glatzer Gebirgsverein ernannte ihn zu ihrem Ehrenmitglied. Aus Anlass seines 75. Geburtstages erschien 1921 ihm zu Ehren der Band 5 der Glatzer Heimatschriften als Festschrift. Zudem erhielt er u. a. den Roten Adlerorden 3. Klasse sowie den päpstlichen Orden Pro Ecclesia et Pontifice. Er starb 1930 in Niederlangenau und wurde auf dem Habelschwerdter Friedhof beigesetzt.
Im Jahre 2009 wurde zu seinem Gedenken in der Eingangshalle des ehemaligen Habelschwerdter Lehrerseminars, dem heutigen Gymnasium von Bystrzyca Kłodzka, eine Tafel angebracht.

## Werke
- Vierteljahrsschrift zur Geschichte und Heimatkunde der Grafschaft Glatz (Herausgabe und Redaktion gemeinsam mit Wilhelm Hohaus), Habelschwerdt.
- Geschichtsquellen der Grafschaft Glatz (gemeinsam mit Wilhelm Hohaus):
  - 1. Band: Urkunden und Regesten zur Geschichte der Grafschaft Glatz bis zum Jahre 1400. Habelschwerdt 1883.
  - 2. Band: Urkunden und Regesten zur Geschichte der Grafschaft Glatz von 1401 bis 1500. Habelschwerdt 1888.
  - 3. Band: Constitutiones Synodi Comitatus Glasencis in causis religionis. Die Dekanatsbücher des Christophorus Naetius (1560) und des Hieronymus Keck (1631). Habelschwerdt 1884.
  - 4. Band: Das älteste Glatzer Stadtbuch (1324–1412). Habelschwerdt 1889.
  - 5. Band: Ältestes Glatzer Amtsbuch oder Mannrechtsverhandlungen (1346–1390). Habelschwerdt 1891.

(Der 6. Band wurde 1927 von Berthold Bretholz bearbeitet und vom Verein für Glatzer Heimatkunde herausgegeben.)
- Geschichte der Erziehung und des Unterrichts, Lehrbuch für Lehrerseminare.
- Geschichte des katholischen Schullehrer-Seminars in der Grafschaft Glatz. Habelschwerdt 1880.
- Geschichte der Dechanaten und Fürstbischöflichen Vikare der Grafschaft Glatz, Habelschwerdt 1894.
- Geschichte der Stand Habelschwerdt, Buchhandlung Franke, Habelschwerdt 1897.

### Aufsätze (Auswahl)
- Die Volksschullehrer der Grafschaft Glatz vor 250 Jahren, VGH 1886.
- Die Privilegien des Adels und der Königlichen Städte der Grafschaft Glatz vom 15. Januar 1629, VGH 1887/87.
- Georg von Podiebrad und die Ereignisse seiner Zeit im Glatzer Lande. VGH VI, S. 177–206.
- Ein Verzeichnis von 115 Aufsätzen und anderen Schriften erschien 1921 in der Festschrift zu Dr. Franz Volkmers 75. Geburtstag.